# جوردن ديفيس (مغني)
جوردن ديفيس (بالإنجليزية: Jordan Davis)‏ هو مغني أمريكي، ولد في 30 مارس 1988 في شريفبورت في الولايات المتحدة.

## وصلات خارجية
- الموقع الرسمي